# Le Madrid
Pour les articles homonymes, voir Madrid (homonymie).
Le Madrid est un restaurant québécois, situé à la sortie 202 de l'autoroute 20, à Saint-Léonard-d'Aston, près de Drummondville, entre Montréal et Québec.
Depuis 1967, Le Madrid occupe une place spéciale dans l'imaginaire des voyageurs de la 20, en raison de sa position stratégique, en étant situé à 126 km des deux principales villes du Québec. Il est devenu un lieu de rencontre et de ravitaillement populaire  pour les 40 000 véchicules qui empruntent quotidiennement ce tronçon de l'autoroute.
L'endroit est décoré de façon extravagante, tape-à-l'œil. On y retrouve notamment de gigantesques véhicules de type « monster trucks » et de faux dinosaures géants, visibles de la 20. Le menu était typique des restaurants familiaux et offrait des soupes, des sandwiches, des burgers, du poulet rôti et de la poutine, une spécialité régionale du Centre-du-Québec.
Après plusieurs années de rumeurs sur la vente ou la fermeture du restaurant, la famille Arel vend Le Madrid à un groupe de promoteurs immobiliers de Québec en 2011. L'édifice est démoli en septembre 2011 et fait place à une halte routière moderne, inaugurée en juin 2012. Le nouvel établissement porte le nom de Madrid 2.0.

## Histoire

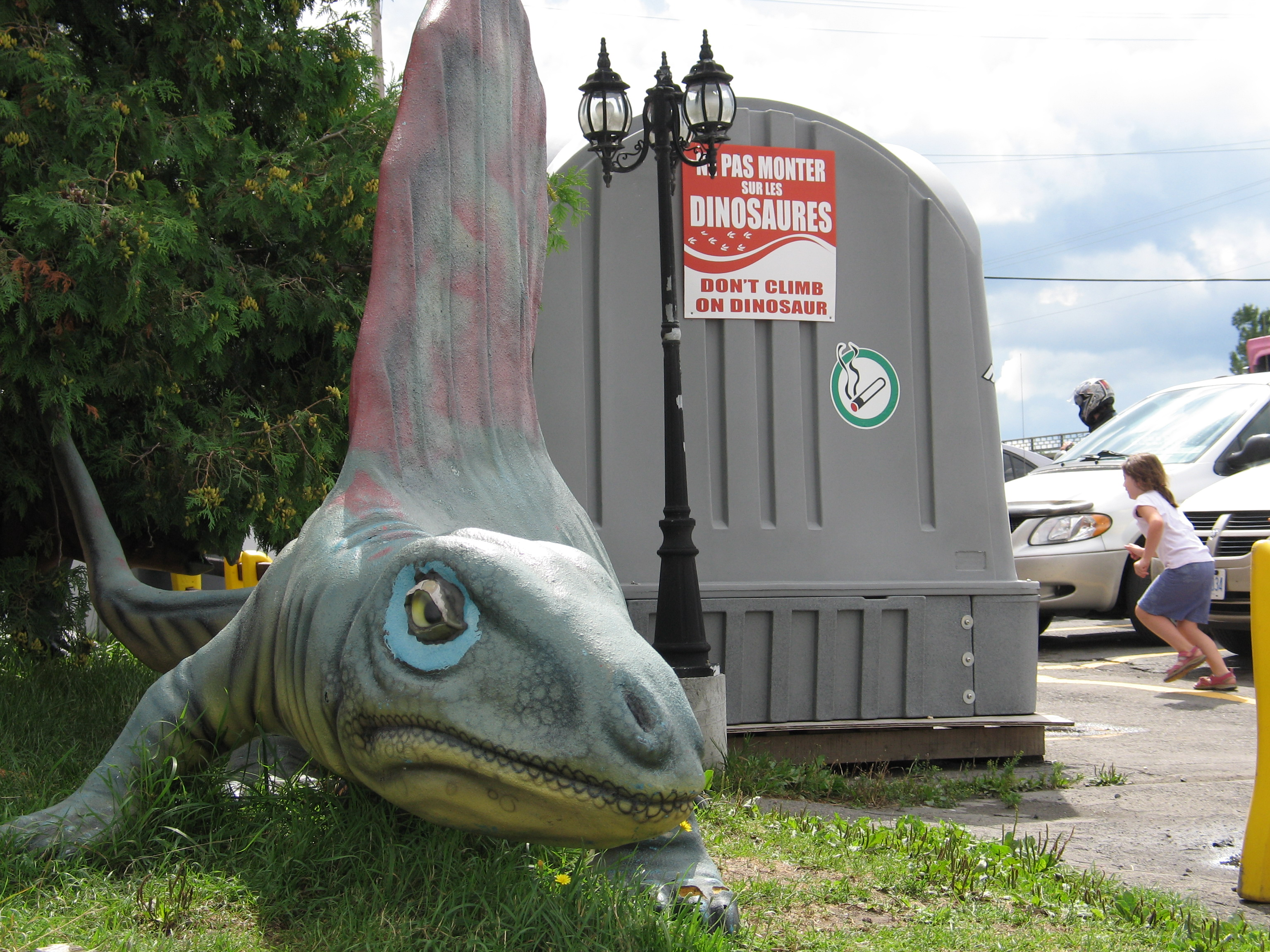
L'une des 70 répliques d'animaux préhistoriques exposés au Madrid. Les reproductions ont été créées par l'ancien propriétaire, Richard Arel.

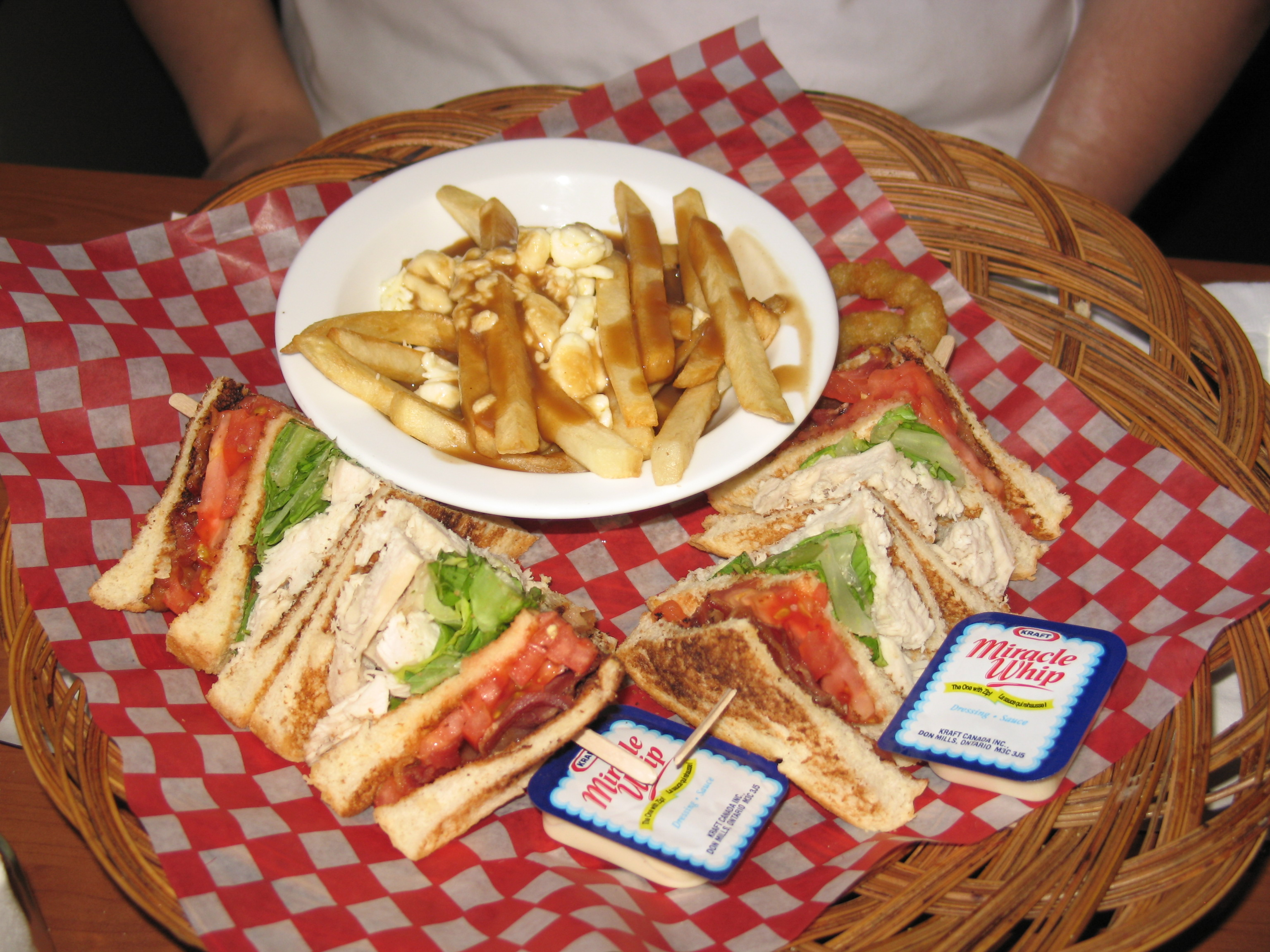
Le club sandwich et la poutine du restaurant Madrid.

La première incarnation du restaurant, situé sur un terrain adjacent à la rivière Nicolet, a été construite en 1956. D'abord connu sous le nom de Moulin Rouge, le restaurant est agrandi trois ans plus tard afin d'y ajouter une salle de danse. En 1960, l'établissement aura droit à sa propre sortie de la route Transcanadienne qu'on aménage alors entre Montréal et Québec sur la Rive-Sud du Saint-Laurent.
En 1967, le Moulin Rouge est victime d'un violent incendie. Le restaurant est reconstruit en béton dans un style espagnol, le propriétaire de l’époque affectionnant particulièrement l'Espagne, et est renommé Le Madrid.
La situation financière de l'établissement fluctue d'une année à l'autre et l'affaire est au bord de la faillite en 1987, lorsque l'homme d'affaires et patenteux local, Richard Arel, rachète l'édifice. Le repreneur modifie radicalement le menu, convainc ses employés de renoncer à leur affiliation syndicale et installe un de ses prototypes de « monster trucks » dans le stationnement du restaurant, une mesure qui réussit à attirer l'attention du public en transit sur la grande autoroute québécoise.
Arel se lance ensuite dans de nouveaux projets pour maintenir l'intérêt du public. C'est vers 1993 qu'il commande une série de modèles de dinosaures à des sculpteurs de Saint-Jean-Port-Joli. Cette nouvelle initiative profite du succès au box-office du film Jurassic Park et accroît la notoriété du restaurant. S'ajouteront ensuite l'écran géant affichant le menu aux automobilistes, des jeux d'arcade, divers kiosques et une décoration kitsch.
Le Madrid, qui propose aussi des salles de réunion et 15 chambres d'hôtel, accueille entre 400 000 et 500 000 visiteurs par an, qui se recrutent parmi toutes les classes sociales. Plusieurs personnalités québécoises, comme Éric Lapointe, Louis-José Houde, Vincent Graton, Normand Brathwaite, Marc-André Coallier, Luc Senay ainsi que le médaillé olympique Marc Gagnon y ont fait escale au fil des ans, comme attesté par un mur des célébrités affiché en place d'honneur. Plusieurs personnalités politiques, comme Claude Ryan et Bernard Landry y ont aussi cassé la croute.  L'ancien premier ministre René Lévesque affectionnait particulièrement la soupe aux légumes de l'établissement, alors que le chanteur Robert Charlebois a une préférence pour le club sandwich.

## Place dans la culture populaire

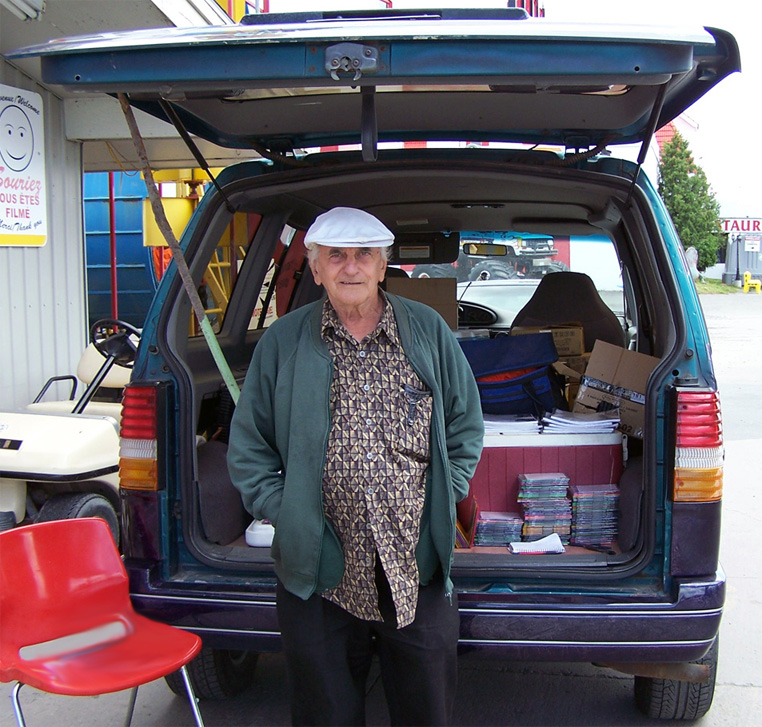
Le chanteur Normand L'Amour au dépanneur du Madrid.

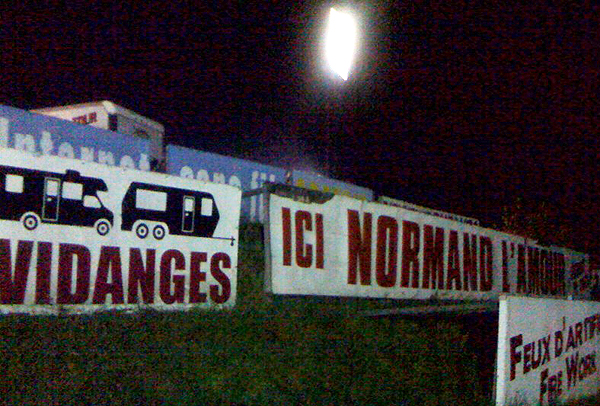
Les grandes affiches du Madrid annoncent la présence de Normand L'Amour.

En plus d'être une institution importante dans la région de Nicolet-Yamaska — ses salles de réunion accueillant une multitude de rencontres publiques d'envergure locale ou régionale —, le restaurant de Saint-Léonard-d'Aston s'est taillé une certaine place dans la culture populaire québécoise ainsi qu'en Acadie dans les années 1990 et 2000.
Le restaurant sert souvent d'image pour décrire le kitsch, le trivial, le manque de raffinement et les amalgames de style douteux. Dans une chronique qu'elle écrit en 2004, l'écrivaine Nelly Arcan en parle comme « l'horreur de toutes les horreurs de l'autoroute 20 ». Elle ajoute :

« Cette baraque qui tente d'emprunter un style espagnol m'a déconcertée, peut-être parce qu'elle était encerclée de monstres préhistoriques en fibre de verre, véritables catastrophes de mauvais goût dans des tons de kaki, de jaune et de brun. La trentaine de bestioles qui forment une barricade autour du restaurant, et qui feraient peur à n'importe quel enfant, portent les formes et les couleurs du gâchis. »

— Nelly Arcan, La Presse, 7 octobre 2004
L'établissement possède également son lot de partisans. Il s'est notamment fait connaître au printemps 2003, lors de la diffusion de la première saison de la version québécoise de Star Académie au réseau TVA, en appuyant ouvertement la candidature gagnante de Wilfred LeBouthillier, un Acadien originaire de Tracadie-Sheila, au Nouveau-Brunswick.
Dans le cadre d'une campagne de publicité officieuse destinée à mousser la candidature du jeune chanteur de la Péninsule acadienne, les nouveaux propriétaires, Julie, la fille de Richard Arel, et son conjoint Daniel Paulin — lui-même un Acadien —, écoulent 1 200 T-shirts du finaliste en quelques jours. La campagne est suivie de près par le quotidien L'Acadie nouvelle de Caraquet, ce qui permet au restaurant de fidéliser sa clientèle de Néo-Brunswickois qui arrêtent lorsqu'ils empruntent la 20 en direction ou au retour de Montréal.
Au cours des années 2000, le chanteur Normand L'Amour se présente aux abords du Madrid, où il vend ses disques et se fait photographier avec les visiteurs durant la saison estivale.

### Terrain neutre

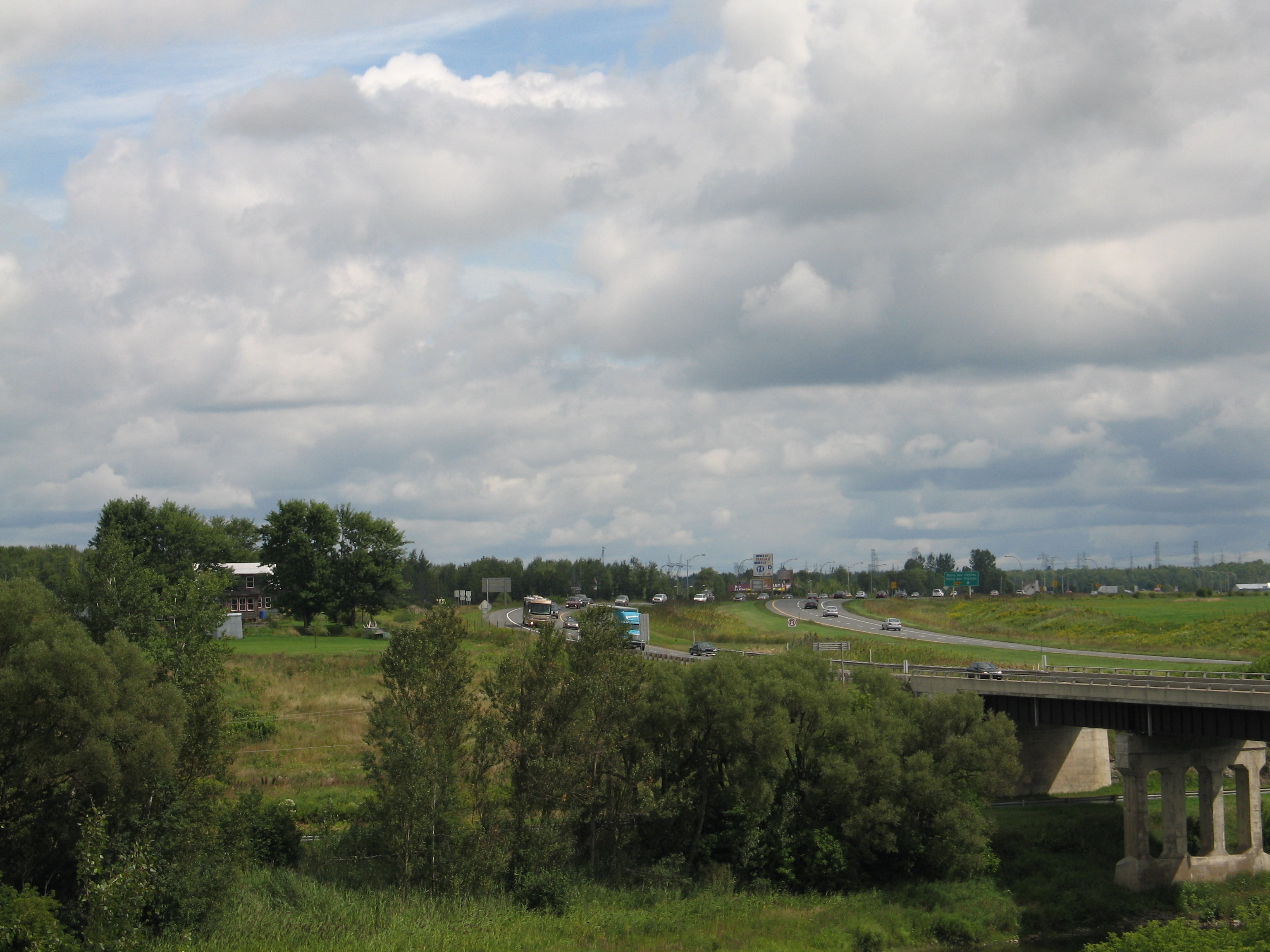
Le Madrid est situé à un endroit stratégique, à mi-chemin entre les villes de Montréal et de Québec.

La position géographique du Madrid — à mi-chemin entre Montréal et Québec sur l'autoroute 20 et dans le court tronçon partagé avec l'autoroute 55, entre Trois-Rivières et Sherbrooke —, fait de l'endroit un point de rencontre, voire un terrain neutre.
Cette vocation a notamment été confirmée par la tenue de la cérémonie d'ouverture de La Série Montréal-Québec diffusée à TVA en 2010 à partir du Madrid.
D'autres rappellent que le restaurant constitue un endroit neutre pour des couples séparés de Montréal et de Québec qui doivent transférer la garde de leurs enfants à leur ex-conjoint pour le week-end, conformément aux dispositions de jugements de divorce qui précisent que le transfert doit être effectué à cet établissement de Saint-Léonard-d'Aston. Selon la copropriétaire, Julie Arel, la garde d'une vingtaine d'enfants serait ainsi transférée d'un parent à l'autre les vendredis et les dimanches.
L'endroit est aussi reconnu comme un refuge pour les touristes anglophones qui traversent le Québec entre l'Ontario et les Maritimes, en raison de son service bilingue anglais-français, mis en évidence sur l'enseigne lumineuse qui répète « WE SPEAK... ENGLISH ».

## Fermeture et démolition

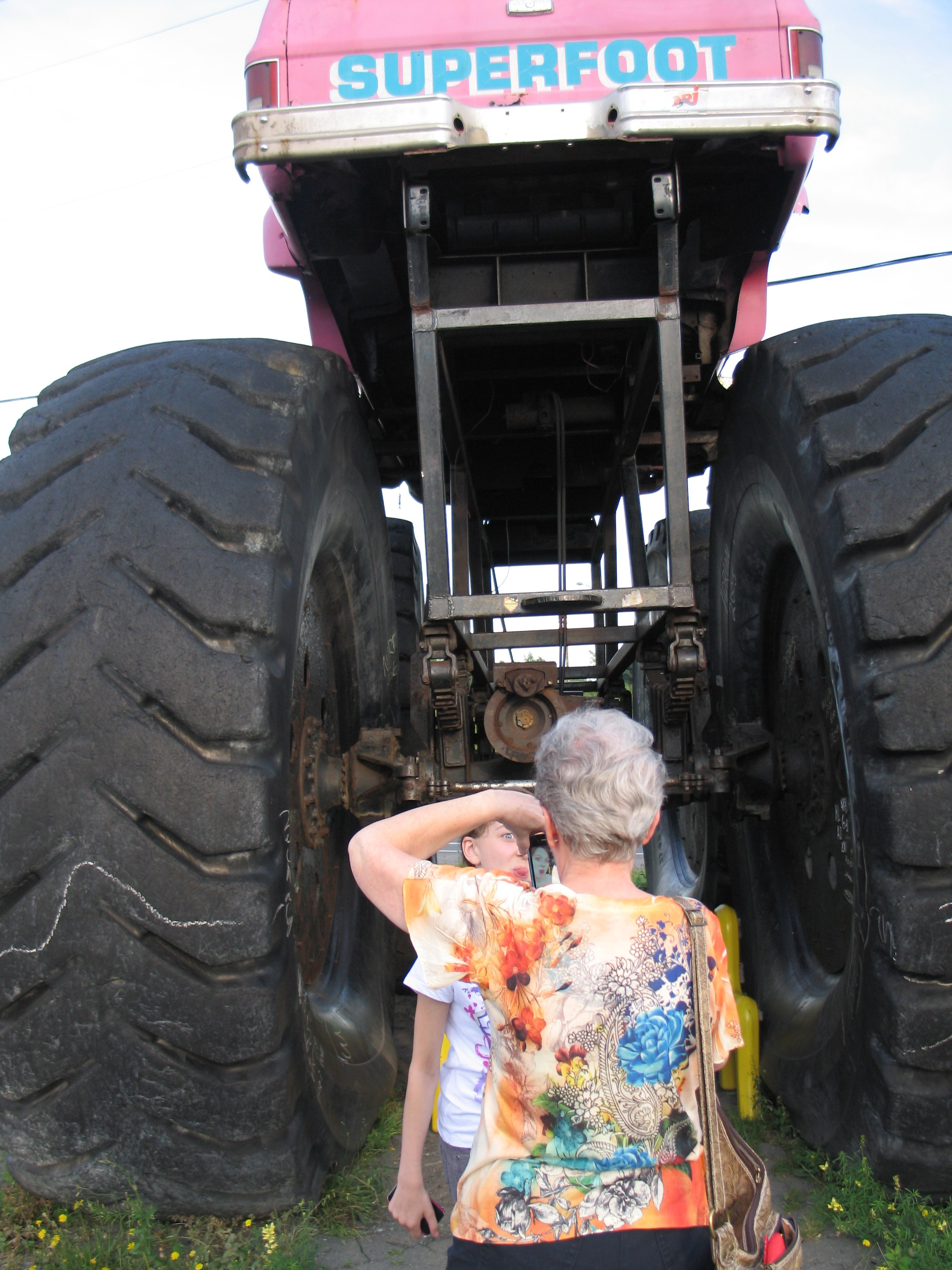
Les touristes ont été nombreux à visiter le restaurant après l'annonce de sa fermeture.

La fermeture ou la vente éventuelle du restaurant, décrit comme « l'emblème kitsch de l'autoroute 20 », est évoquée depuis plusieurs années. En janvier 1995, le propriétaire du restaurant songeait déjà à s'en départir; un communiqué publié dans le quotidien Le Soleil annonçait la mise en vente du restaurant avec 10 propriétés adjacentes, des deux côtés de l'autoroute, « ce qui limite considérablement les possibilités pour d'autres commerces de s'installer à cette sortie », notait l'avis.
De nouvelles négociations entamées au printemps 2010 ont donné lieu à une première campagne sur les médias sociaux. Au terme de quelques délais, les négociations avec le promoteur immobilier Immostar avaient toutefois avorté en raison des hésitations des acquéreurs potentiels.
En juillet 2011, les médias annoncent que le restaurant sera démoli après la saison estivale de 2011. La fermeture sera suivie d'une vente aux enchères où seront offerts des souvenirs de l'établissement. Le groupe Immostar de Québec annonce que le restaurant actuel sera démoli pour être remplacé par une halte routière comportant deux établissements de restauration rapide, un dépanneur et des terrains de jeux mettant en vedette les célèbres dinosaures,.
L'annonce de la transaction de 8 millions $  provoque une nouvelle vague de contestation dans l'opinion publique, plusieurs faisant valoir le caractère patrimonial de l'établissement. Le complexe a doublé son chiffre d'affaires au cours de l'été 2011, attirant des milliers de nostalgiques désireux de faire une dernière escale au Madrid.
Au moment de la transaction, Julie Arel a expliqué son retrait des affaires par la lourdeur de sa charge et par le fait que le bâtiment, vieux de plus de 40 ans, ne répondait plus aux normes actuelles. Déjà, en 2001, les entrepreneurs avaient dû investir 400 000 $ dans des travaux de mise aux normes de leur système d'évacuation des eaux. L'entreprise a été condamnée à une amende de 6 000 $ après une inspection du ministère de l'Environnement qui avait conclu en 1998 que le commerce déversait ses effluents et ceux de ses clients dans la rivière Nicolet, qui est adjacente à la propriété.
Le 31 août 2011, la dernière poutine du Madrid a été servie à Jean-René Dufort, filmé par les caméras de son émission Infoman.
Le Madrid est finalement démoli à la fin septembre 2011, pour donner place au Madrid 2.0.

## Le Madrid 2.0

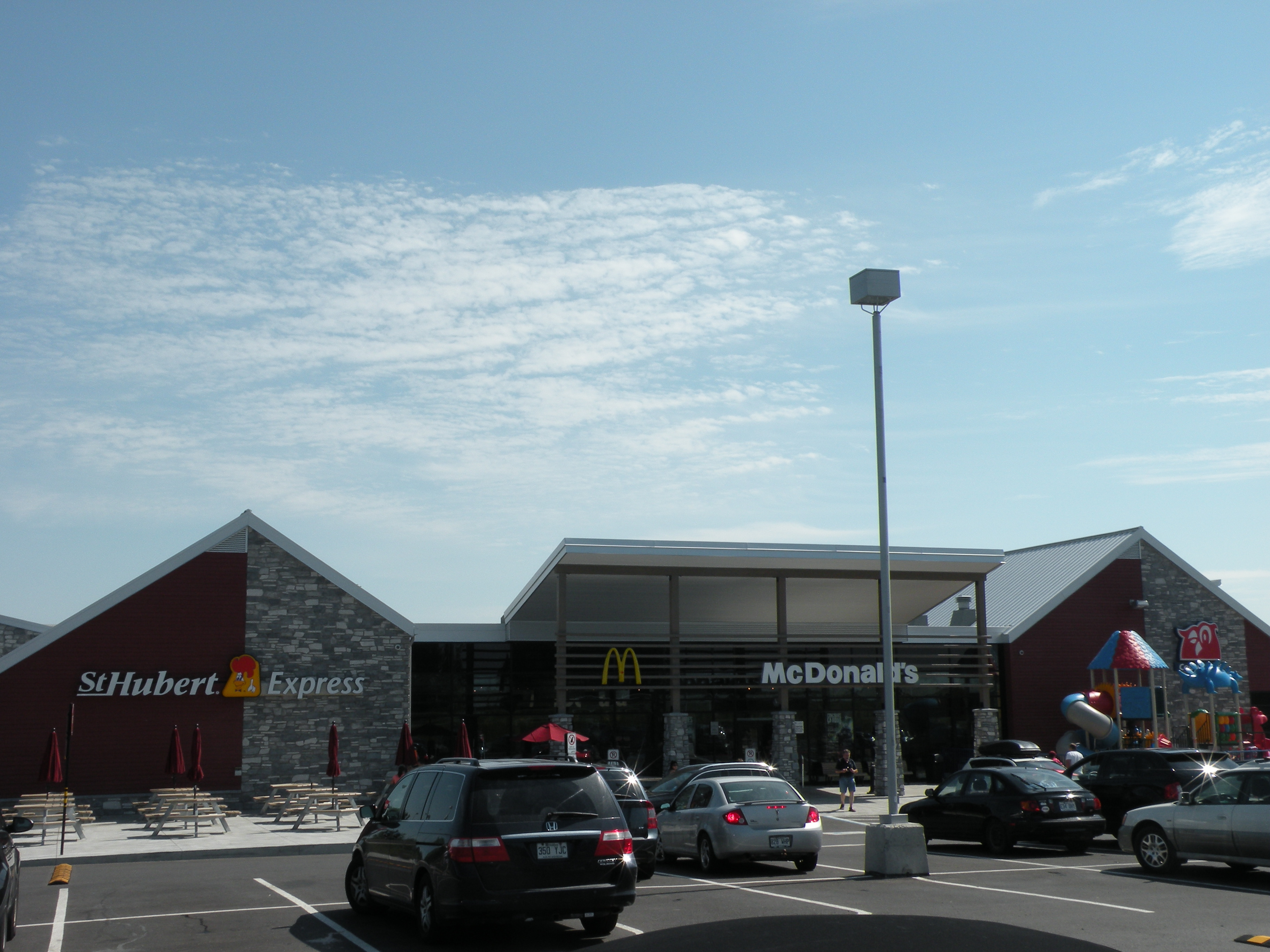
Le Madrid 2.0, après sa réouverture en 2012.

Après six mois de travaux, un nouvel établissement de facture plus conventionnelle, connu sous le nom de Madrid 2.0, ouvre ses portes au public le 12 juin 2012. Reconstruit en entier par le promoteur Immostar au coût de 9 millions $, le nouveau complexe accueille quatre franchisés, des bannières bien connues : les chaînes de restauration rapide McDonald's et St-Hubert, un dépanneur Couche-Tard et une station-service Esso.
Au total, la nouvelle halte a une capacité de 260 places assises à l'intérieur, 30 places à l'extérieur, 200 places de stationnement et une aire réservée pour les autobus et les roulottes. Malgré la reconstruction complète, les nouveaux propriétaires ont toutefois conservé des traces de « l'aspect mythique » du Madrid. Ainsi, les gigantesques dinosaures de fibre de verre, rénovés quelques années auparavant, ont été loués de l'ancienne administration. Les murs de l'établissement sont toujours décorés de portraits de différentes personnalités québécoises qui ont fréquenté le site au fil des ans. Une enseigne lumineuse de 90 pieds (27,43 m) est visible à des kilomètres à la ronde, rappelant l'immense tableau d'affichage qui dominait autrefois le paysage.
Selon les promoteurs, la capacité d'accueil de l'établissement et les investissements sont à la hauteur de l'achalandage potentiel des lieux, décrit comme le meilleur site au Québec. L'achalandage de l'autoroute 20 à cet endroit est évalué à 40 000 véhicules par jour. Environ 200 personnes travaillaient au Madrid 2.0 après sa réouverture en 2012, comparativement à 60 avant la fermeture du premier Madrid l'année précédente.
Depuis quelques années, l'établissement sert également de site de recharge de véhicules électriques. Tesla y a installé 8 Superchargers réservé exclusivement aux propriétaires de la marque, dès la fin de 2018. Quelques mois plus tard, le Circuit électrique d'Hydro-Québec a ouvert un site à cet endroit et y opère 6 bornes rapides à courant continu (BRCC) équipées de connecteurs CCS Combo et CHAdeMO. Le Madrid 2.0 devient alors le site le plus achalandé du Circuit électrique. En effet, en 2023, Hydro-Québec affirme avoir enregistré 23 223 sessions de recharge à cet endroit, soit davantage qu'à un site à Ange-Gardien en Montérégie et qu'à l'Étape, dans la réserve faunique des Laurentides, deux autres endroits très fréquentés.